# Marquette, Wisconsin
Marquette là một làng thuộc quận Green Lake, tiểu bang Wisconsin, Hoa Kỳ. Năm 2006, dân số của làng này là 169 người.